# Szewjakyne
Szewjakyne (ukr. Шев'якине) – wieś na Ukrainie, w obwodzie dniepropetrowskim, w rejonie wasylkowski, w hromadzie Wasylkiwka. W 2001 liczyła 198 mieszkańców, spośród których 194 wskazało jako ojczysty język ukraiński, 2 rosyjski, a 2 białoruski.